# Wormaldia rufiventris
Wormaldia rufiventris là một loài Trichoptera trong họ Philopotamidae. Chúng phân bố ở vùng nhiệt đới châu Phi.